# كيرن أوليري
كيرن أوليري (بالإنجليزية: Kieran O'Leary)‏ هو لاعب كرة القدم الغالية أيرلندي، ولد في 28 يوليو 1987 في ترالي ‏ في جمهورية أيرلندا.